# Amomolulco
Amomolulco är en ort i kommunen Lerma i delstaten Mexiko i Mexiko. Amomolulco hade 1 122 invånare vid folkräkningen år 2020.